# Rogožarski SIM-XIV-H
Rogozarski SIM-XIV-H (Рогожарски СИМ-XIV-Х) là một loại thủy phi cơ trinh sát biển/ném bom hạng nhẹ của Nam Tư trong thập niên 1930. Do nhà máy Rogožarski ở Belgrade thiết kế chế tạo.

## Quốc gia sử dụng
Kingdom of Yugoslavia
- Hải quân Hoàng gia Nam Tư - 19 chiếc

 Ý
- Regia Aeronautica - 8 chiếc

 Anh Quốc
- Không quân Hoàng gia - 1 chiếc.

## Biến thể
Rogozarski SIM-XIV-H
Rogozarski SIM-XIVB-H

## Tính năng kỹ chiến thuật
Dữ liệu lấy từ Станојевић, Д.; Јанић, Ч; (12/1982.). "Животни пут и дело једног великана нашег ваздухопловства - светао пример и узор нараштајима" (in (Serbian)). Машинство (-{YU}--Београд: Савез инжењера и техничара Југославије) 31: 1867 - 1876.
Đặc tính tổng quan
- Kíp lái: 3
- Chiều dài: 11,20 m (36 ft 9 in)
- Sải cánh: 15,20 m (49 ft 10 in)
- Chiều cao: 4,48 m (14 ft 8 in)
- Diện tích cánh: 37,56 m2 (404,3 foot vuông)
- Trọng lượng rỗng: 2.230 kg (4.916 lb)
- Trọng lượng có tải: 3.350 kg (7.385 lb)
- Động cơ: 2 × Argus As-10c (Argus As-10e) , 180 kW (240 hp)  mỗi chiếc

Hiệu suất bay
- Vận tốc cực đại: 208 km/h (129 mph; 112 kn) 243
- Vận tốc có thể điều khiển nhỏ nhất: 93 km/h (58 mph; 50 kn)
- Tầm bay: 840 km (522 mi; 454 nmi)
- Trần bay: 4.340 m (14.239 ft)
- Vận tốc lên cao: 3,87 m/s (762 ft/min) tới 1.000 m (3.281 ft)

Vũ khí trang bị